# Bakeridesia lanata
Bakeridesia lanata là một loài thực vật có hoa trong họ Cẩm quỳ. Loài này được (Miq.) Leite & H.C.Monteiro mô tả khoa học đầu tiên năm 1956.